# Катехоламіни

Пірокатехін

Дофамін

Норадреналін

Адреналін

Катехоламіни — фізіологічно активні речовини, що виконують роль хімічних посередників (медіаторів та нейрогормонів) у міжклітинних взаємодіях у людей та тварин; похідні пірокатехіна.
Катехоламіни — епінефрин (він же адреналін), норепінефрин (норадреналін) та дофамін синтезуються у мозковій речовині надниркових залоз, у симпатичній нервовій системі та в мозку.
Також до катехоламінів відносять інших нейромедіаторів, таких як мелатонін, гістамін, серотонін, тощо.

## Синтез
Схема біосинтезу катехоламінів (Blaschko — 1939):

Тирозин > ДОФА > Дофамін > Норадреналін > Адреналін

## Застосування
Оскільки при різних захворюваннях катехоламіни та їхні метаболіти метанефрин і норметанефрин секретуються в підвищених кількостях, їх можна використовувати в діагностичних цілях.
У цьому сенсі особливого значення набувають діагностування, а також спостереження за розвитком пухлин нервової системи. Ці катехоламіни застосовують в діагностиці головним чином при феохромоцитомі, а також нейробластомі та гангліоневромі.
У 10 % випадків феохромоцитоми спостерігають злоякісне переродження пухлини. Крім того, підвищення рівня катехоламінів і їх метаболітів метанефрина та норметанефрина можна спостерігати при карциноїді.
При лікуванні деяких захворювань (анафілактичний шок, алергічні захворювання, астматичні приступи, деякі отруєння, тощо) використовують адреналін, норадреналін, дофамін. В лікуванні деяких видів безсоння ефективні препарати, що містять мелатонін.